# Grunyiki
Grunyiki(ukránul: Груники) falu Ukrajnában, Kárpátalján, a Técsői járásban.

## Fekvése
Uglyától keletre, Talaborfalutól északkeletre fekvő település.

## Népesség
Grunyiki lakossága a 2001 évi népszámláláskor 1416 fő volt.

| 2001 | 1 416 |